# Ritonavir
Ritonavir je zaviralec proteaze HIV, ki se v kombinaciji z zaviralci reverzne transkriptaze uporablja za zdravljenje okužbe z virusom HIV. Pod tržnim imenom Norvir ga trži farmacevtsko podjetje Abbott Laboratories.
Pogosto se uporablja kot sestavina visokoaktivne protiretrovirusne terapije (HAART), vendar ne zavoljo njegovega protivirusnega delovanja, temveč kot farmakokinetični ojačevalec – zavira jetrni encim, ki presnavlja druge proteazne zaviralce. Posledično se povišajo plazemske koncentracije sočasno uporabljenih proteaznih zaviralcev, kar omogoča jemanje nižjih odmerkov le-teh in njihovo boljšo učinkovitost.

## Zgodovina
Raziskave, ki so vodile v razvoj učinkovine ritonavir, sta financirala ameriški inštitut za zdravje National Institutes of Health (3.500.000 USD) ter podjetje Abbott Laboratories (200.000.000 USD).  Urad za prehrano in zdravila je izdal dovoljenje za zdravilo ritonavir 1. marca 1996 in s tem je postal ritonavir 7. odobreno protiretrovirusno zdravilo na ameriškem trgu.

## Mehanizem delovanja
Ritonavir je bil sprva razvit kot zaviralec proteaze HIV in gre za enega najkompleksnejših zaviralcev. Danes se le redko uporablja zaradi svojega protivirusnega delovanja, vendar se pogosto uporablja kot farmakokinetični stopnjevalec (angl. booster) drugih proteaznih zaviralcev. Ritonavir namreč inhibira določen jetrni encim, citokrom P450-3A4 (CYP3A4), ki sicer presnavlja druge proteazne zaviralce. To omogoča, da so dnevni odmerki drugih proteaznih zaviralcev, uporabljenih v režimu HAART, nižji. S tem se pomembno zmanjša pojavnost neželenih učinkov ter poveča učinkovitost sočasno uporabljenih proteaznih zaviralcev. To odkritje je prvič objavila Univerza v Liverpoolu v članku zdravstvene revije AIDS Journal leta 1997. S tem pa ritonavir vpliva na učinkovitost tudi drugih sočasno uporabljenih zdravil, kar otežuje njihovo pravilno odmerjanje. Tudi sam povzroča številne neželene učinke.

## Interakcije z drugimi zdravili
Sočasna uporaba ritonavirja z drugimi zdravili lahko povzroči hude in mestoma smrtne interakcije. Pojavijo se lahko pri sočasni uporabi močnih ali zmernih zaviralcev jetrnega citokroma izooblike CYP3A4.
Seznam zdravil, ki lahko ob sočasni uporabi privedejo do klinično pomembnih interakcij med drugim vključuje:
- midazolam in triazolam – kontraindicirani
- karbamazepin – zavre se njegova presnova, zato je možna toksičnost
- cisaprid – zavre se njegova presnova, možno je podaljšanje intervala Q-T in pojav življenjsko ogrožajočih aritmij
- disulfiram (s peroralno zaužitim ritonavirjem) – zavrta presnova ritonavirja
- eplerenon
- etravirin
- flekainid – zavre se njegova presnova, zato je možna toksičnost
- MDMA
- meperidin
- nilotinib
- nisoldipin
- pimozid
- kvinidin
- ranolazin
- salmeterol
- šentjanževka
- statini – zavre se presnova, brez prilagoditve odmerkov možna rabomioliza
- tioridazin
- topotekan
- vorikonazol – ritonavir poveča presnovo vorikonazola

## Neželeni učinki
Najpogostejši neželeni učinki pri zdravljenju z ritonavirjem so:
- astenija, utrujenost
- driska
- siljenje na bruhanje, bruhanje
- bolečine v trebuhu
- omotica
- nespečnost
- potenje
- motnje okušanja
- presnovne motnje
  - hiperholesterolemija
  - hipertrigliceridemija
  - povišane ravni transaminaz
  - povišane ravni kreatinin-kinaze

Eden od redkejših neželenih učinkov ritonavirja je tudi hiperglikemija, ki lahko vodi do sladkorne bolezni tipa II.